# یواس‌اس ویلوگبای (اس‌پی-۲۱۲۹)
یواس‌اس ویلوگبای (اس‌پی-۲۱۲۹) (به انگلیسی: USS Willoughby (SP-2129)) یک کشتی بود که طول آن ۱۰۴ فوت ۵ اینچ (۳۱٫۸۳ متر) بود. این کشتی در سال ۱۹۰۳ ساخته شد.